# Roadracers
Série Rebel Highway
Confessions d'une rebelle
(1994)
Pour plus de détails, voir Fiche technique et Distribution.
Roadracers est un téléfilm américain réalisé par Robert Rodriguez, diffusé pour la première fois en juillet 1994 sur la chaîne américaine Showtime.
C'est le premier téléfilm de Rebel Highway, un « cycle » rendant hommage aux films de « séries B » des années 1950 produits par American International Pictures et souvent diffusés en double programme et/ou dans des drive-in. Ces nouvelles versions mettent en scène de jeunes acteurs « en vogue » des années 1990.

## Synopsis
Dude Delaney est un jeune homme rebelle, fasciné par les belles voitures et le Rock 'n' roll. Il est fou amoureux de Donna, la plus belle fille de la ville. Teddy Leather, fils d'un policier, est très jaloux et aime ainsi les provoquer, surtout depuis que Dude a brûlé les cheveux de sa copine. Les affrontements entre lui et Dude deviennent alors de plus en plus violents.

## Fiche technique
Sauf indication contraire, les informations mentionnées dans cette section peuvent être confirmées par la base de données cinématographiques IMDb,  présente dans la section « Liens externes ».
- Réalisation : Robert Rodriguez
- Scénario Robert Rodriguez et Tommy Nix
- Direction artistique : Jeffrey Tex Schell
- Décors : Brian Kasch et Kathleen M. McKernin
- Costumes : Susan L. Bertram
- Photographie : Roberto Schaefer
- Montage : Robert Rodriguez
- Musique : Paul Boll et Johnny Reno
- Production : Lou Arkoff, David Giler, Debra Hill, Willie Kutner, Llewellyn Wells (coprod.), Amy Grauman Danziger (associée)
- Société de production : Spelling Films International
- Sociétés de distribution : Showtime Networks (TV), Dimension Films (vidéo)
- Budget : 1,3 million de dollars[3]
- Langue originale : anglais
- Format : Couleur - 1,33:1
- Durée : 95 minutes
- Dates de sortie[4] : 
  -  États-Unis : 22 juillet 1994 (1re diffusion à la télévision)
  -  France : 2 décembre 2005[5] (DVD)

## Distribution
- David Arquette : Dude Delaney
- John Hawkes : Nixer
- Salma Hayek : Donna
- Jason Wiles : Teddy Leather
- William Sadler : Sarge
- O'Neal Compton : J. T.
- Christian Klemash : Crony 1
- Aaron Vaughn : Crony 2
- Tammy Brady Conrad : Julie
- Mark Lowenthal : Rookie
- Karen Landry : la mère de Donna
- Lance LeGault : le père de Donna
- Tommy Nix : le percussionniste
- Gina Mari : Wanda
- Boti Bliss : l'amie de Julie
- Johnny Reno : Rock n' Roller
- Kevin McCarthy : Miles

## Production
Lou Arkoff (en), fils de Samuel Z. Arkoff, et Debra Hill lancent la série de téléfilms Rebel Highway. Ils invitent plusieurs réalisateurs confirmés comme William Friedkin, Joe Dante, Uli Edel, ou encore John Milius. Chacun doit choisir un titre parmi les anciens films produits par Samuel Z. Arkoff via American International Pictures. Chaque réalisateur ou réalisatrice peut ensuite engager les scénaristes de leur choix, créer l'histoire de leur choix (similaire ou non à celle du film original). Chaque cinéaste peut également choisir son directeur de la photographie, son monteur et dispose du final cut.
Chaque téléfilm dispose d'un budget de 1,3 million de dollars et de seulement douze jours de tournage. Les acteurs choisis doivent être des personnalités en pleine ascension. Roadracers tient son titre du film du même nom (en) d'Arthur Swerdloff sorti en 1959, en double programme avec Daddy-O (en) de Lou Place.
Wes Craven devait initialement mettre en scène Roadracers mais préfère mettre en scène Freddy sort de la nuit (1994). Fraîchement auréolé du succès de El Mariachi (1992), Robert Rodriguez est choisi pour le remplacer. Il est le réalisateur le plus jeune engagé pour le projet Rebel Highway.
Ce film marque les débuts aux États-Unis de l'actrice mexicaine Salma Hayek.
Le tournage a lieu à Whittier.

## Les téléfilmsRebel Highway
1. Roadracers de Robert Rodriguez, avec David Arquette et Salma Hayek (22 juillet 1994)
2. Confessions d'une rebelle (Confessions of a Sorority Girl) d'Uli Edel, avec Jamie Luner et Alyssa Milano (29 juillet 1994)
3. Motorcycle Gang de John Milius, avec Gerald McRaney et Jake Busey (9 août 1994)
4. Runaway Daughters de Joe Dante, avec Julie Bowen et Paul Rudd (12 août 1994)
5. Girls in Prison de John McNaughton, avec Anne Heche et Ione Skye (19 août 1994)
6. Shake, Rattle and Rock! d'Allan Arkush, avec Renée Zellweger et Howie Mandel (26 août 1994)
7. Dragstrip Girl de Mary Lambert, avec Mark Dacascos et Natasha Gregson Wagner (2 septembre 1994)
8. Vilaines Filles et Mauvais Garçons (Jailbreakers) de William Friedkin, avec Antonio Sabato Jr. et Shannen Doherty (9 septembre 1994)
9. Cool and the Crazy de Ralph Bakshi, avec Jared Leto et Alicia Silverstone (16 septembre 1994)
10. Reform School Girl de Jonathan Kaplan, avec Aimee Graham et Matt LeBlanc (23 septembre 1994)